# Stoltmany
Stoltmany (dodatkowa nazwa w j. kaszub. Sztoltmanë; niem. Stoltmann, dawniej Stolpmann, Nowe Stoltmanskie) – kolonia kaszubska w Polsce na Równinie Charzykowskiej w rejonie Kaszub zwanym Gochami położona w województwie pomorskim, w powiecie bytowskim, w gminie Lipnica nad Kłonecznicą. Wieś wchodzi w skład sołectwa Luboń.
W latach 1975–1998 miejscowość administracyjnie należała do województwa słupskiego.